# La Danseuse de corde (film)
Pour l’article homonyme, voir La Danseuse de corde.
Pour plus de détails, voir Fiche technique et Distribution.
La Danseuse de corde (titre original : Dangerous Curves) est un film américain en noir et blanc réalisé par Lothar Mendes, sorti en 1929.

## Synopsis
Dans un cirque, une jeune écuyère est amoureuse d'un trapéziste courtisé par les femmes ; il boit de trop et est tombé sous le charme d'une femme fatale manipulatrice...

## Fiche technique
- Titre : La Danseuse de corde
- Titre original : Dangerous Curves
- Réalisation : Lothar Mendes
- Scénario : Florence Ryerson, Donald Davis, Viola Brothers Shore, Lester Cohen
- Photographie : Harry Fischbeck
- Montage :	Eda Warren
- Musique : W. Franke Harling
- Producteur : Jesse L. Lasky
- Société de production : Paramount Pictures
- Société de distribution : Paramount Pictures
- Pays de production :  États-Unis
- Langue : anglais
- Format : noir et blanc - 1.20:1 - son : Mono (MovieTone)
- Genre : Film dramatique
- Durée : 75 min
- Dates de sortie :
  - États-Unis : 13 juillet 1929
  - France : 29 août 1929

## Distribution
- Clara Bow : Patricia Delaney, écuyer du cirque
- Richard Arlen : Larry Lee, le funambule
- Kay Francis : Zara Flynn, la partenaire de Larry
- David Newell : Tony Barretti, autre artiste du cirque
- Anders Randolf : le colonel P.P. Brack
- May Boley : Ma Spinelli
- T. Roy Barnes : Po Spinelli
- Joyce Compton : Jennie Silver
- Stuart Erwin : Rotarian